# Àngel López-Amo i Marín
Àngel López-Amo i Marín (Alacant, 16 de desembre de 1917 - Warfordsburg, Estats Units, 20 de desembre de 1956) fou un historiador, doctor en dret i professor universitari valencià.
Llicenciat en Dret a València, amb Premi Extraordinari, va aconseguir, a més, el Premi Olóriz de la Universitat de València, el 1941. Dos anys després, es doctorà a la Universitat de Madrid, també amb Premi Extraordinari. Fou primer ajudant i professor adjunt de la càtedra d'Història del Dret de Madrid, que ocupava Galo Sánchez. Després, va formar part de l'equip del CSIC que, sota la direcció d'Alfonso García-Gallo donaria un renovat impuls a l'escola d'Eduardo Hinojosa. Després d'uns mesos de treball a la Universitat de Coimbra, va ser elegit, per oposició i per unanimitat, el 1947, catedràtic numerari d'Història del Dret Espanyol. Va exercir com a catedràtic d'història del dret a la Universitat de València (1945-1947), la Universitat d'Oviedo i la Universitat de Santiago de Compostel·la (1948-1951). Fou director de l'Escola de Dret de la Universitat de Navarra.
Membre numerari de l'Opus Dei, va col·laborar, des de 1944, a la revista Arbor, del Consell Superior d'Investigacions Científiques, dirigida per Rafael Calvo Serer i Florentino Pérez Embid, i que va aglutinar als partidaris de la restauració de la Monarquia tradicional a la persona de Joan de Borbó. Igualment, va escriure a l'ABC, La Actualidad Española i Nuestro Tiempo.
També col·laborà en periòdics i revistes de difusió general i publicà obres de temàtica històrica relacionades amb el dret, com ara El pensamiento político de Eximenic en su tratado de “Regiment de Princeps” (1946), Estado medieval y Antiguo Régimen (1952), Burguesía y estilo burgués (1956) i Sobre el estudio profundo de las revoluciones (1956). També traduí i feu una introducció al llibre de l'alemany Fritz Kern Derechos del rey y derechos del pueblo (1955).
La Junta de Relacions Culturals el va enviar, en missió cultural, a Itàlia i Suïssa, després de dos anys de docència a València. Allà va entrar en contacte directe amb els centres docents, les biblioteques i les figures representatives del pensament europeu. A Friburg va conèixer al doctrinari monàrquic i fundador d'Acción Española Eugenio Vegas Latapie, a través del qual va entaular amistat amb Joan de Borbó, qui el va nomenar, des de 1952, professor de Dret i Humanitats del seu fill Joan Carles quan aquest va venir a Espanya per iniciar els seus estudis superiors. El 1952 va publicar la seva obra El poder político y la libertad (La Monarquía de la reforma social), on, seguint a Lorenz von Stein, teoritza sobre la Monarquia social. Des de la seva perspectiva, la Monarquia, donada la legitimitat tradicional que li serveix de base, es configura com un poder neutral, situat per sobre de les discòrdies civils i dels interessos de les diferents classes socials en lluita; és capaç, per tant, de servir de mitjancera entre aquestes, i garantir així, la reforma social que Espanya necessitava, segons aquest pensament. L'obra va merèixer el Premi Francisco Franco d'Assaig.
Des d'octubre de 1955 va ser degà de l'Escola de Dret de l'Estudi General de Navarra. Durant un viatge pels Estats Units, prop de Washington, en una falsa maniobra, un camió va aixafar el turisme en què López-Amo viatjava amb uns amics universitaris, morint a l'instant.